# Jérôme t'Seraerts
Jérôme t'Seraerts ou Tseraerts (né vers 1540 et mort assassiné le 13 septembre 1573 à Mont-Sainte-Gertrude), est un homme de guerre et diplomate brabançon.

## Biographie
D'une famille noble brabançonne renommée à Bruxelles et Anvers, Jérôme t'Seraerts adhère à la cause des révoltés et souscrit au Compromis des Nobles. Il est fidèle à Guillaume le Taciturne et devient son premier écuyer. Il le suit à Dillenburg en 1567, puis entre février et avril 1568 est en Angleterre pour défendre la cause du prince d'Orange auprès de la reine Élisabeth. Il participe à la campagne de 1568 de la guerre de Quatre-Vingts Ans, Et est de nouveau envoyé en Angleterre en avril 1569. Il y réorganise la flotte des gueux de mer,.
Lors de l'organisation des Gueux de mer, t'Seraerts seconde efficacement le chef de ceux-ci, Lumey, pour faire de sa flotte une  arme redoutable, et commande lui-même un des navires sous cet amiral. En 1570, il est aux côtés de Guillaume de Nassau et de ses frères dans l'organisation de la résistance contre l'Espagne, passe en France pour y trouver des appuis, avant de se rendre en Angleterre afin d'organiser les secours en faveur des émigrés des Pays-Bas.
Sous ses ordres, sept vaisseaux prennent Flessingue le 6 avril 1572, dont il est nommé gouverneur par le prince le mois suivant, puis il arrive le 2 mai à Veere, ville qui est prise à son tour par les Orangistes.
Avec une partie de ses troupes, il se dirige vers Aardenburg, espérant prendre Bruges et Gand. Il retourne en Zélande et cherche à s'emparer de Goes. La ville étant bien protégée par ses murailles, il compte sur des appuis à l'intérieur et néglige de s'équiper d'artillerie. Ses deux assauts sont repoussés, Tseraerts se retire sur l'île de Walcheren en apprenant que des renforts espagnols sont en route. Il y est mal accueilli. Deux semaines plus tard, il fait une nouvelle tentative pour s'emparer de la ville, cette fois équipé de neuf double canons qui permettent de percer une brèche dans les murs de Goes. Il ordonne l'assaut de nuit, sans réaliser que les murailles sont gardées, et est repoussé. Il poursuit le siège grâce au renforts de deux mille hommes dirigés par Bartel Entes, lieutenant de Guillaume II de La Marck. Le siège doit être levé en raison de l'arrivée par surprise de renforts espagnols traversant à pied l'Escaut occidental à marée basse. Tseraerts est accusé d'être responsable de cet échec, d'autant qu'un de ses frères se bat dans le camp espagnol. Cela s'ajoute à son impopularité causée par son opposition aux furies iconoclastes et aux pillages d'églises : il choisit de renoncer à son poste de gouverneur de Flessingue, et de se défendre devant Guillaume le Taciturne, lequel lui confie un autre poste.
Le 8 juillet 1572, il fait partie d'une troupe de quatre mille hommes commandée par Guillaume de Bronckhorst, prince de Batenburgh, envoyée par le prince d'Orange pour lever le siège de Haarlem. L'armée tombe dans une embuscade, et près de deux mille soldats sont tués. Tseraerts est blessé mais parvient à regagner Leyde.
Il fut ensuite envoyé à Breda pour maintenir l'ordre et coordonner les opérations. Cependant, deux mois plus tard, il fut démis de ses fonctions et le 5 septembre 1573, il est nommé gouverneur de Geertruidenberg, peu après la prise de la ville. Dix jours après, il est tué par ses propres soldats en tentant de faire cesser la dévastation des églises.